# The Tornados
The Tornados (The Tornadoes en Norteamérica) fueron un grupo de rock instrumental inglés de la década de 1960 que actuó como grupo de acompañamiento para muchas de las producciones del cantante Billy Fury, así como del productor discográfico Joe Meek. Disfrutaron de varios éxitos propios en las listas, incluido el no. 1 " Telstar " (llamado así por el satélite), compuesto y producido por Meek.

## Historia
The Tornados se formaron en 1961 como banda de músicos de sesión para Joe Meek, aunque no adoptaron el nombre hasta principios de 1962. En 1961 proporcionaron los instrumentos para el cortometraje The Johnny Leyton Touch, incluida una versión animada de "Taboo", originalmente de Margarita Lecuona. Desde enero de 1962 hasta agosto de 1963, The Tornados fueron la banda de acompañamiento de Billy Fury, realizando de forma simultánea sus propias grabaciones y actuaciones. Con Fury realizaron una gira y algunas grabaciones, que fueron producidas por Mike Smith e Ivor Raymonde.
The Tornados hicieron una película para scopitone (una de las primeras formas de vídeo musical) del tema "Telstar" y otra para su éxito "Robot", en la que aparecían miembros del grupo caminando por un bosque vestidos con un tocado apropiado y con sus guitarras, coqueteando con varias mujeres jóvenes y siendo finalmente detenidos por la policía tras encender una fogata.
Durante un tiempo, The Tornados fueron considerados un serio rival para la banda instrumental británica The Shadows.  El sencillo "Globetrotter" de los Tornados llegó al puesto número 5 en la lista oficial de sencillos del Reino Unido.  Sin embargo, los instrumentales pop comenzaron a perder seguidores entre la audiencia británica durante 1963 cuando el "Mersey Sound", de los Beatles y otros grupos, comenzó a echar raíces.  En el verano de 1963, Joe Meek indujo al bajista de The Tornados, Heinz Burt, a comenzar una carrera en solitario, mientras el éxito de la banda en las listas como grupo instrumental decaía. En 1965 no quedaba nada de la formación original. 
En algunos artículos promocionales, las formaciones posteriores fueron acreditadas como "Tornados '65" y "The New Tornados", pero estos nombres nunca se usaron en los lanzamientos de The Tornados. A mediados de la década de 1960, el grupo volvió a respaldar a Billy Fury, con Dave Watts en los teclados, Robby Gale en la guitarra y John Davies en la batería. En 1968, la banda actuó en el club nocturno Mandys de Mandy Rice-Davies, en Israel, tras lo cual iniciaron una gira de diez semanas después de la cual se disolvieron, dejando a Watts y Huxley en Israel, tocando con The Lions of Judea y The Churchills, respectivamente.
Después de que el baterista y líder de banda Clem Cattini dejara The Tornados en 1965, se convirtió en un exitoso músico de sesión, tocando en sesiones de grabación para otros artistas y actuando en la banda de acompañamiento de Cliff Richard. Tiene el récord de aparecer más veces en el número 1 de las listas de éxitos de sencillos en el Reino Unido. El guitarrista rítmico George Bellamy es el padre de Matt Bellamy de la banda de rock alternativo Muse.
La banda se volvió a formar bajo el nombre de The New Tornados a principios de la década de 1970 como grupo de acompañamiento de Marty Wilde, Billy Fury y otros artistas en una gira de Rock n Roll por el Reino Unido de un año de duración.  Continuaron durante unos años más con el guitarrista principal Antz Cowell, el bajista Willie Bath, el saxofonista Robin Foster y el baterista Jon Werrell. También realizaron una gira junto con los miembros originales Norman Hale y Heinz Burt, además de "El Rey del Rock Roll" Carl Simmons. El grupo a menudo formaba parte de un paquete de la década de 1960 con otros artistas, incluidos Wee Willie Harris y Screaming Lord Sutch.
Durante una pausa en la gira, Jon Werrell prestó su batería Silver Premier a John Bonham para la actuación de Led Zeppelin en su famoso concierto improvisado de diciembre de 1975 en Behans St Helier.
En 1975, Clem Cattini, Roger LaVern, Heinz Burt y George Bellamy se reunieron y lanzaron una versión de "Telstar" bajo el nombre de "Original Tornados".  En la década de 1970, Billy Fury formó una nueva banda de acompañamiento llamada Fury's Tornados con una formación completamente ajena al grupo original. También grabaron y lanzaron una versión de "Telstar" a mediados de los años 1970.
En 1996, Ray Randall escribió y grabó un CD de tres pistas con Bryan Irwin y Stuart Taylor, usando el nombre de la banda Ray Randall's Tornados, como tributo al fallecido Joe Meek, 30 años después de la muerte de Meek. Desde entonces, Randall ha grabado un álbum en solitario titulado Polly Swallow (1997).
En 2007, Panda Bear sampleó dos canciones de Tornados en su álbum Person Pitch .
La cara B del último sencillo que el grupo lanzó, en 1966, "Do You Come Here Often?", se considera el primer lanzamiento de un disco pop abiertamente "gay" publicado por un sello importante del Reino Unido.  Comenzó como un instrumental estándar inspirado en el órgano, pero Joe Meek decidió que tocar el órgano era demasiado jazzístico para el estilo del grupo. Para remediar esto, alrededor de dos tercios del episodio, se sobregrabó una conversación informal entre lo que parecen ser dos hombres homosexuales (Dave Watts tocando el teclado y Robb Huxley tocando la guitarra).  La canción apareció, junto con otros lanzamientos con sabor gay, en un CD recopilatorio de 2006, Queer Noises . 

## Discografía

### Álbumes
- The Original Telstar – The Sounds of the Tornadoes (London, 1962) (only released in North America and Australasia) – US #45[5]
- Away from It All (Decca, 1963)
- We Want Billy! (Decca, 1963) (with Billy Fury, live album) – UK #14[6]
- The World of the Tornados (Decca Records, 1972)
- Remembering... the Tornados (Decca Records, 1976)
- Away From It All (Deram, 1994)
- The EP Collection (See for Miles Records, 1996)
- Tornados Now (Startel Records, 1997)
- Telstar (Castle Pie Records, 1999)
- Science Fiction (Secret Records, 2007)

### Sencillos
| Año                                                          | Título                                                                | Posicionamiento en listas | Posicionamiento en listas | Posicionamiento en listas | Posicionamiento en listas | Posicionamiento en listas | Posicionamiento en listas | Posicionamiento en listas | Posicionamiento en listas    | Posicionamiento en listas        | Posicionamiento en listas |
| Año                                                          | Título                                                                | AUS                       | BEL                       | GER                       | IRL                       | NL                        | NOR                       | NZ                        | UK Singles Chart Reino Unido | Billboard Hot 100 Estados Unidos | Hot R&B Estados Unidos    |
| ------------------------------------------------------------ | --------------------------------------------------------------------- | ------------------------- | ------------------------- | ------------------------- | ------------------------- | ------------------------- | ------------------------- | ------------------------- | ---------------------------- | -------------------------------- | ------------------------- |
| 1962                                                         | "Love and Fury" b/w "Popeye Twist"                                    | —                         | —                         | —                         | —                         | —                         | —                         | —                         | —                            | —                                | —                         |
| 1962                                                         | "Telstar" b/w "Jungle Fever"                                          | 2                         | 1                         | 6                         | 1                         | 3                         | 3                         | 1                         | 1                            | 1                                | 5                         |
| 1963                                                         | "Globetrotter" b/w "Locomotion with Me"                               | 15                        | —                         | —                         | —                         | —                         | —                         | 5                         | 5                            | —                                | —                         |
| 1963                                                         | "Ridin' the Wind" (US and Canada-only release) b/w "The Breeze and I" | —                         | —                         | —                         | —                         | —                         | —                         | —                         | —                            | 63                               | —                         |
| 1963                                                         | "Robot" b/w "Life on Venus"                                           | 44                        | —                         | —                         | —                         | —                         | —                         | —                         | 17                           | —                                | —                         |
| 1963                                                         | "The Ice Cream Man" b/w "Theme from "Scales of Justice""              | —                         | —                         | —                         | —                         | —                         | —                         | —                         | 18                           | —                                | —                         |
| 1963                                                         | "Dragonfly" b/w "Hymn for Teenagers"                                  | 96                        | —                         | —                         | —                         | —                         | —                         | —                         | 41                           | —                                | —                         |
| 1964                                                         | "Hot Pot" b/w "Joystick"                                              | 38                        | —                         | —                         | —                         | —                         | —                         | —                         | —                            | —                                | —                         |
| 1964                                                         | "Monte Carlo" b/w "Blue, Blue, Blue Beat"                             | 72                        | —                         | —                         | —                         | —                         | —                         | —                         | —                            | —                                | —                         |
| 1964                                                         | "Exodus" b/w "Blackpool Rock"                                         | 56                        | —                         | —                         | —                         | —                         | —                         | —                         | —                            | —                                | —                         |
| 1965                                                         | "Granada" b/w "Ragunboneman"                                          | —                         | —                         | —                         | —                         | —                         | —                         | —                         | —                            | —                                | —                         |
| 1965                                                         | "Early Bird" b/w "Stompin' Through the Rye"                           | —                         | —                         | —                         | —                         | —                         | —                         | —                         | —                            | —                                | —                         |
| 1965                                                         | "Stingray" b/w "Aqua Marina"                                          | —                         | —                         | —                         | —                         | —                         | —                         | —                         | —                            | —                                | —                         |
| 1966                                                         | "Pop-Art Goes Mozart" b/w "Too Much in Love to Hear"                  | —                         | —                         | —                         | —                         | —                         | —                         | —                         | —                            | —                                | —                         |
| 1966                                                         | "Is That a Ship I Hear" b/w "Do You Come Here Often"                  | —                         | —                         | —                         | —                         | —                         | —                         | —                         | —                            | —                                | —                         |
| 1975                                                         | "Telstar" (as 'Original Tornados') b/w "Red Rocket"                   | —                         | —                         | —                         | —                         | —                         | —                         | —                         | —                            | —                                | —                         |
| "—" denotes releases that did not chart or were not released |                                                                       |                           |                           |                           |                           |                           |                           |                           |                              |                                  |                           |